# Gateshead Talmudical College
Le Gateshead Talmudical College (hébreu : ישיבת בית יוסף גייטסהעד), connu sous le nom de yechiva de Gateshead, est localisé à Gateshead dans le nord-est du Royaume-Uni, près de la ville portuaire de Newcastle,. C'est la plus grande yechiva d'Europe, réputée dans le judaïsme orthodoxe. En décembre 2019, environ 350 élèves y étudient,.

## Histoire

### La communauté de Gateshead
Dans les années 1890, un immigrant originaire de Russie, Zachariah Bernstone, est le premier juif à s'installer à Gateshead. Il quitte alors la communauté de Newcastle on Tyne, dont l'observance religieuse ne le satisfait pas. Avec son protégé E. Adler, originaire d'Europe de l'Est,,, il établit la communauté juive orthodoxe de Gateshead,,,.

### La yechiva de Gateshead
La yechiva de Gateshead voit le jour en 1929 sur l'initiative d'un shochet (abatteur rituel), Dovid Dryan et de David Baddiel, avec Moshe David Freed, gendre de  Zachariah Bernstone. La direction est assurée par le rabbin N. Landynski, avec pour adjoint  L. Kahane. Au début, on compte deux élèves.
Les premiers élèves viennent d'Angleterre. Dans les années 1930, des réfugiés de l'Allemagne nazie arrivent à Gateshead. Le rabbin  Naftoli Shakowitzky (1899-1963), d'origine lituanienne dirige alors la communauté.
Un Kollel est fondé par le rabbin Eliyahu Eliezer Dessler. Un séminaire pour jeunes filles est créé par le rabbin A. Kohn. Le Gateshead Jewish Boarding School est établi par le rabbin Bamberger en 1944.